# Буффлер, Луи-Франсуа де
Герцог Луи Франсуа де Буффлер (фр. Louis François de Boufflers; 1644—1711) — один из маршалов Людовика XIV, возглавлявший французских переговорщиков при заключении Рейсвейкского мира в 1697 году.

## Биография
Луи Франсуа де Буффлер родился 10 января 1644 года в Крильоне. 
Носивший в молодости титул графа де Каньи, принимал участие в многочисленных войнах Людовика XIV, под начальством Конде, Тюренна, Креки и Люксембурга.
В 1693 году он женился на дочери могущественного герцога де Грамона (Antoine-Charles de Gramont) и получил маршальский жезл, а годом позже — герцогский титул.
Буффлер особенно известен как мужественный защитник Намюра в 1695 году и Лилля в 1708 году. Осада Намюра в 1695 году стоила осаждающим более 20 000 человек. В 1695 году он сдал Намюр осаждающим, потеряв из 13-тысячного гарнизона крепости больше половины. Эти события служат подоплёкой знаменитого романа «Тристрам Шенди».
В начале Войны за испанское наследство Буффлер продолжал управлять Французской Фландрией. В Лилле Буффлеру противостояли лучшие полководцы тогдашней эпохи — герцог Мальборо и принц Евгений. После поражения при Мальплаке маршал с большой осмотрительностью руководил отступлением французской армии.
Герцог Луи Франсуа де Буффлер умер 22 августа 1711 года в Фонтенбло.